# Jornada Mundial de la Joventut 1985
El Raduno dei giovani in occasione dell'Anno internazionale della gioventù (en català, Reunió de joves en ocasió de l'Any Internacional de la Joventut) o la Jornada Mundial de la Joventut de 1985 es va dur a terme a Roma, durant els dies 30 i 31 de març de l'any 1985, convertint-se en la segona major trobada internacionals dut a terme per l'Església catòlica, i encara que no va ser denominat Jornada Mundial de la Joventut, actualment se'l considera com el naixement d'aquests esdeveniments, que començarien a anomenar-se així l'any següent.
Després del Jubileu dels Joves celebrat a Roma l'any anterior, en ocasió de l'any sant, el papa Joan Pau II va organitzar novament aquesta trobada juvenil per al Diumenge de Rams de l'any 1985, coincidint amb l'Any Internacional de la Joventut proclamat per l'ONU.

## Desenvolupament de l'esdeveniment

### Dissabte, 30 de març
El Papa es va reunir per primera vegada amb els joves catòlics que van venir a aquest esdeveniment a la Plaça de Sant Joan del Laterà a les 6 del vespre d'aquell dia. Durant la trobada va fer entrega als assistents la carta apostòlica «Als joves i a les joves del món», escrita pel Papa per a l'ocasió. Durant aquella nit, es van fer vigílies d'adoració eucarística a prop d'algunes esglésies de la ciutat.

### Diumenge, 31 de març
A la matinada de diumenge, a partir de les 6h, els participants a la JMJ van formar tres marxes que es van unir a Via della Conciliazione arribant junts a la Plaça Sant Pere, on es va celebrar la missa final de la trobada. Durant l'homilia, el Papa va subratllar als joves: «En Jesucrist, Déu ha entrat d'una manera definitiva en la història de l'home. Vosaltres joves l'heu de trobar primer. L'heu de trobar constantment».

S'estima que entre 250.000 i 350.000 van ser les persones que van acudir a aquesta missa, majoritàriament població italiana; 20.000 espanyols i 5.000 pelegrins procedents dels països de l'Europa de l'Est (com Polònia, Iugoslàvia i Hongria). També es va registrar presències a l'esdeveniment a Roma de joves procedents d'Alaska, el Líban, alguns països d'Àfrica i de l'Extrem Orient. També l'esdeveniment va comptar amb les presències de personalitats i practicants d'altres confessions cristianes (sobretot protestants anglesos), i d'altres confessions no cristianes (com uns 400 budistes japonesos).

## L'himne de la JMJ 1985
L'himne Resta qui con noi (Queda't aquí amb nosaltres), del grup musical Gen Rosso, va ser compost per a la trobada i va inaugurar la tradició d'adoptar un himne oficial per a cada edició de la JMJ.

## Lema
El lema de la trobada va ser «Estigueu sempre preparats per respondre a qualsevol que us demani una raó de l'esperança que teniu».

## La institució de les JMJ
Vist l'èxit de la jornada, el 20 de desembre del mateix any, el Papa va proclamar oficialment la creació de les Jornades Mundials de la Joventut, que es duran a terme cada any a totes les diòcesis del món el Diumenge de Pasqua. Tot i això, en una freqüència de 2 o 3 anys, aquest esdeveniment es porta a terme a nivell internacional en alguna ciutat seleccionada pel Consell Pontifici per als Laics.